# سان مامس د کامپس
سان مامس د کامپس (به اسپانیایی: San Mamés de Campos) یک شهرستان در اسپانیا است که در استان پالنسیا واقع شده‌است.

## خصوصیات
سان مامس د کامپس ۱۵ کیلومترمربع مساحت و ۹۰ نفر جمعیت دارد.